# Culex ryukyensis
Culex ryukyensis är en tvåvingeart som beskrevs av Richard Mitchell Bohart 1946. Culex ryukyensis ingår i släktet Culex och familjen stickmyggor. Inga underarter finns listade i Catalogue of Life.